# 岐阜市南部コミュニティセンター
岐阜市南部コミュニティセンター（ぎふしなんぶコミュニティセンター）とは、岐阜県岐阜市にある公共施設。岐阜市南部地域の交流活動、生涯学習を実践する場である。岐阜市南部東事務所（岐阜市役所の出先機関）と南部ふれあい保健センターを併設する。1985年（昭和60年）開館。
地図上では岐阜市南部コミュニティセンター ではなく、岐阜市南部東事務所の表記となっていることも多い。岐阜市の条例では「岐阜市コミュニティセンター条例」で規定されている。

## 担当地域
- 加納
- 加納西
- 茜部
- 厚見

## 主な施設
- 集会室
- 教養娯楽室
- 生活相談室
- 大会議室
- 会議室
- 防災会議室
- 多目的室
- 音楽室
- サークル室
- チビッ子室 など

## 所在地
- 岐阜市加納城南通1丁目20番地
  - 岐阜県道1号沿線にあり、荒田橋（荒田川）の西に位置する。

## 公共交通機関
- 岐阜バス加納島線、茜部三田洞線「城南通り」バス停より徒歩約5分。
  - 岐阜駅（JR岐阜駅バスターミナル）・名鉄岐阜駅（名鉄岐阜のりば）より、【E31】「県庁 」、【E32】「OKBふれあい会館」」、【E70】「下佐波」、【E76】「カラフルタウン」、【E72】「もえぎの里」、【E71】「高桑」行き。
- 岐阜バス松籟加納線、尾崎団地線「城東通3丁目」バス停より徒歩約5分。
  - 岐阜駅（JR岐阜駅バスターミナル）・名鉄岐阜駅（名鉄岐阜のりば）より、【E18】「下川手」、【E19】「東川手」、【E15】「岐南営業所」、【E17】「岐南営業所」、【W18】「下川手」行き。

※他にも「城南通り」「城東通3丁目」バス停で岐阜川島線（2022年3月末で廃止）、「城東通3丁目」で北方河渡線も利用できるが、本数は少なくかつ平日のみの運行である。
- 加納めぐりバス「南部コミュニティセンター」バス停より徒歩すぐ。

## 岐阜市南部東事務所
岐阜市役所の出先機関の一つであり、「岐阜市役所南部東事務所」「南部東地域事務所」とも称する。

### 概要
- 1985年（昭和60年）4月13日に開館[3]。

### 業務時間
- 月曜日から金曜日の9時から17時（土曜日・日曜日・祝日・年末年始を除く）

### 業務内容
- 住民票・戸籍・印鑑登録証明書などの証明書の発行
- 住所異動届（転入・転出・転居等）の受付
- 戸籍届出（婚姻・出生・死亡等）の受付
- 国民健康保険の受付
- 国民年金の受付
- 転入学の受付
- 埋火葬許可の受付
- 福祉に関する事務（一部）
- 健康に関する事務（一部）
- 子育てに関する事務（一部）

### 管轄地域
- 荒川町、加納青藤町1-3丁目、加納朝日町1-3丁目、加納愛宕町、加納安良町、加納梅田町、加納大石町、加納大手町、加納奥平町1・2丁目、加納上本町1-4丁目、加納北広江町、加納清田町、加納清野町、加納沓井町、加納黒木町1・2丁目、加納寿町1-5丁目、加納坂井町、加納栄町通1-7丁目、加納桜田町1-3丁目、加納桜道1・2丁目、加納清水町1-5丁目、加納新町、加納新本町1-4丁目、加納神明町1-6丁目、加納新柳町、加納城南通1-3丁目、加納鷹匠町、加納高柳町1-4丁目、加納立花町、加納大黒町1-6丁目、加納鉄砲町1-5丁目、加納天神町1-5丁目、加納東陽町、加納徳川町、加納中広江町、加納永井町1-3丁目、加納長刀堀1-4丁目、加納南陽町1-3丁目、加納西広江町1・2丁目、加納西丸町1・2丁目、加納西山町、加納二之丸、加納八幡町、加納花ノ木町、加納東広江町、加納東丸町1・2丁目、加納菱野町、加納伏見町、加納富士町1-3丁目、加納舟田町、加納堀田町1・2丁目、加納本町1-9丁目、加納本石町1-5丁目、加納前田町、加納丸之内、加納三笠町1・2丁目、加納御車町、加納水野町1-5丁目、加納南広江町、加納村松町1-4丁目、加納柳町、加納矢場町1・2丁目、加納竜興町1-3丁目、渋谷町、長森細畑、芋島1-5丁目、手力町、東中島1-3丁目、細畑1-6丁目、細畑華南、細畑塚浦、細畑野寄、蔵前1-7丁目、高田1-6丁目、切通1-8丁目、茜部、茜部大野一丁目～二丁目、茜部大川1・2丁目、茜部新所1-4丁目、茜部神清寺1・2丁目、茜部寺屋敷1-3丁目、茜部中島1-3丁目、茜部野瀬1-3丁目、茜部菱野1-4丁目、茜部本郷1-3丁目、茜町、水主町1・2丁目、境川1-5丁目、茜部辰新1・2丁目、朝霧町、石切町、石長町1-9丁目、市ノ坪町1-5丁目、大倉町、神楽町、上川手、木ノ下町1-8丁目、光樹町、向陽町、下川手、正法寺町、島原町、城東通1-6丁目、中洲町、畷町、西明見町、東明見町、宮北町、村里町、薬師町、矢倉町、八坂町、八島町、領下、若杉町、領下1-7丁目、西川手1-10丁目、東川手1-5丁目[4]。

※加納地区、加納西地区、茜部地区、厚見地区、長森南地区に該当する。